# エメラルド仏

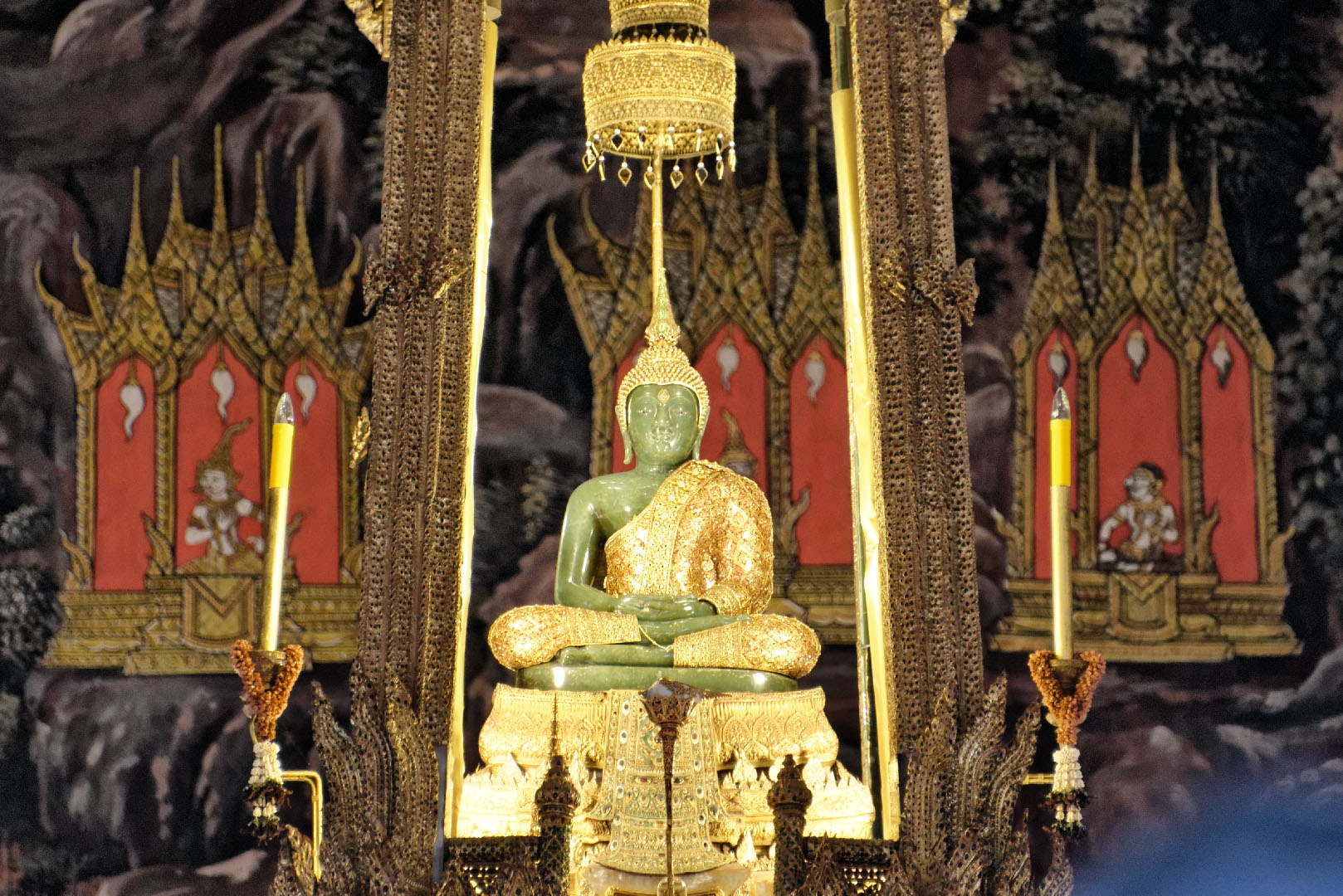
エメラルド仏

エメラルド仏（エメラルドぶつ）は、タイのバンコク、ワット・プラケーオにある仏像。玉仏（ぎょくぶつ）とも呼ばれる。タイ語ではプラ・ケーオモーラコット (タイ語: พระแก้วมรกต) 、または単にプラ・ケーオ (タイ語: พระแก้ว) ともいう。正式名称はプラ・プッタマハーマニーラッタナパティマーコーンケーオモーラコット (タイ語: พระพุทธมหามณีรัตนปฎิมากร) 。
タイ人のアイデンティティーの1つでもあるこの仏像は、霊験あらたかなる仏像とされるため、タイ人のみならず東南アジアの上座部仏教国からも参拝者が巡礼に訪れる。タイ国王の手によって年に3回、夏・雨季・乾季のはじめに衣替えがあり、王室の重要な行事の1つである。エメラルドでできていると一部ではいわれているが、実際にはヒスイ製である。

## 造像起源とタイ伝来までの伝承
『エメラルド仏年代記』や『ジナカーラマーリー』などの記述によれば、仏暦500年(紀元前44年)、現在のインドにあたるパータリプトラにおいて仏暦5000年まで劣化しない仏像の製作が企図された。この目的のため、仏法に教化され護法善神になった帝釈天インドラと建築神ヴィシュヌが材料調達を担い、天界の宝玉を使って造像したとされる。
その後、エメラルド仏はマガダ国の都パータリプトラにしばらく安置されていたが、戦乱によりパーターリプトラに安置することが困難となり、シリダンマキッティによりスリランカに運ばれた。
エメラルド仏が東南アジアに渡ったのは、アリマッダナ（パガン王朝）のアニルッダ王（アノーヤター?）が西暦457年、国内の三蔵経がずさんな内容のものであると知り、スリランカに完全無欠の三蔵経を求めてスリランカに行ったことによる。アニルッダはその帰路、2隻の船に完璧な三蔵経とエメラルド仏を積んで帰ったが、船が難破してインダパタナガラ（マハーナガラ、現在のアンコール・トム）に流れ着いた。アニルッダはインダパタナガラの王を脅しつけて三蔵経を返還してもらったがエメラルド仏の返還は断念した。このためエメラルド仏はインダパタナガラにとどまった。
伝承によると、インダパタナガラでは王の息子がアブラバエを飼っており、バラモンの息子がクモを飼っていたが、このクモが国王の息子の飼っているアブラバエを食い殺した。このため、王の息子は悲しみ、王はトンレサープ湖でバラモンの息子を殺した。これを知ったバラモンは王を呪い退散した。そして、ナーガ（竜）の王が洪水を起こし、インダパタナガラを壊滅させた。壊滅の真相はともかく、これによりエメラルド仏はアユタヤのアッディカー（アディッチャ）に帰することになった。
アユタヤ移動後、エメラルド仏はカムペーンペットの国主によってカムペーンペットに持ち込まれた。カムペーンペット歴史公園にあるワット・プラケーオはこのときエメラルドブッダが安置された寺と考えられている。その後、ラーンナーのクーナー王の弟、マハープロムがカムペーンペットからエメラルド仏を持ち去り、チエンラーイに安置した。その後、ラーンナー王セーンムアンマーとマハープロムが抗争を起こしたため、エメラルド仏は戦火を避けるため密かに隠されたという。

## 1434年の仏像発見以降の動向

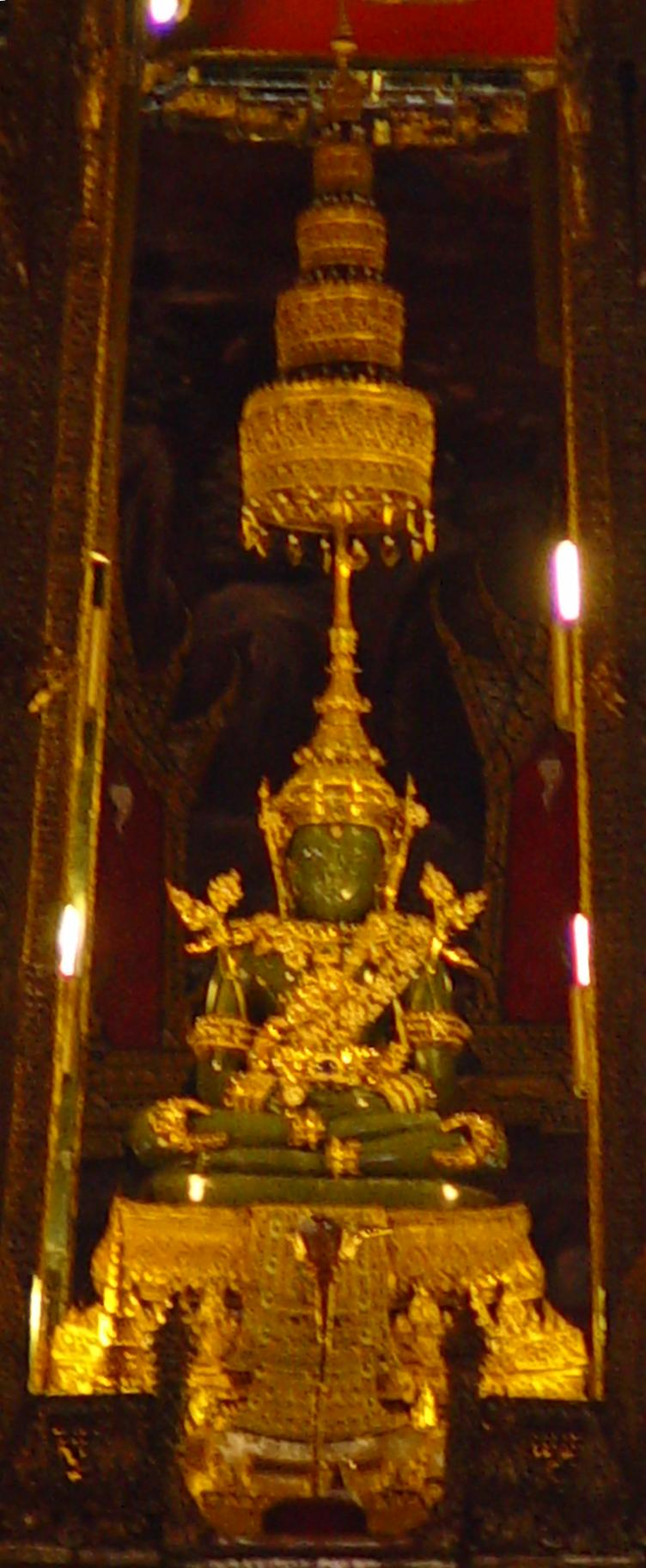
エメラルド仏

1434年、チエンラーイのある寺院の仏塔が落雷で破壊されたとき、その中から漆喰でできた仏像が見つかった。しばらくして、ある仏僧がその漆喰の仏像の鼻がもげているのを見つけ、よくよく調べると中にヒスイの仏像が入っていたという。現在では、チエンラーイにあるワット・プラケーオがこの寺院であったといわれている。
仏像発見後、ラーンナーのサームファンケーン王（即位：1401年 - 1442年？）は白象をもってエメラルド仏をチエンラーイから首都のチエンマイまで運ぼうとしたが、三度試しても象がラムパーンに引き返すので、王はチエンラーイにエメラルド仏を運ぶのを止めた。その後、サームファンケーン王の6男であるティローカラート王の手により、エメラルド仏のチエンマイへの運び込みは1468年にようやく成功した。
1548年、ラーンサーン（現在のラオスにあった国）の王の座にも就いたラーンナーのセーターティラート王は、1551年にエメラルド仏をラーンサーンの首都ルアンパバーンへ運んだ。1564年、ビルマ（タウングー王朝）の侵攻を懸念したセーターティラート王によって、仏像はさらに新しい首都ヴィエンチャンに運ばれ、ラーンサーン分裂後はヴィエンチャン王国によって保持された。
1777年、トンブリー国王タークシンがビルマと繋がっていたヴィエンチャン王国へ侵攻すると、1779年にチャックリー公爵（次のラーマ1世）がヴィエンチャンから略奪してトンブリー（現在のバンコク）へと持ち帰った。後に公爵がチャクリー王朝を開くと、エメラルド仏は1784年からラーマ1世が設置したワット・プラケーオに安置されることとなり、そのまま今日に至っている。
エメラルド仏の伝承について仏教美術に精通していたラーマ4世は、この伝承に多数の矛盾および論理的飛躍が存在することを指摘し、全体として創作の可能性が高いと判断した。さらに、仏像の様式を専門家に分析させた結果、チエンセーンの工匠によって製作された可能性が高いとの見解が示された。そのため、ラーマ4世は仏像の正史として、発見以降の記録のみが史実として認めることができるとした。